# Trofeo Alfredo Binda-Comune di Cittiglio 2013
La 38e édition du Trofeo Alfredo Binda-Comune di Cittiglio a eu lieu le 24 mars 2013. C'est la deuxième épreuve de la Coupe du monde de cyclisme sur route féminine 2013. Elle est remportée par l'Italienne Elisa Longo Borghini.

## Présentation

### Parcours
Une partie en ligne longue de 17,6 km depuis le lac majeur est suivi par un tour long de 37,7 km qui escalade les pentes vers le village de Cunardo. Ensuite quatre tours long de 17,1 km avec la côte d'Orino situé à huit kilomètres de la ligne.

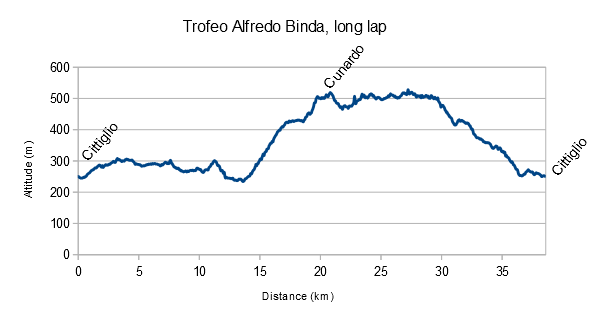
Profil du grand circuit
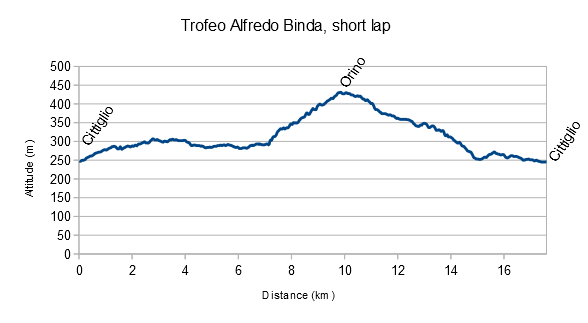
Profil du petit circuit

### Équipes
| Équipes féminines professionnelles (25)- Argos-Shimano - BePink - Bizkaia-Durango - Boels Dolmans - Chirio Forno d'Asolo - Faren-Kuota - Futurumshop.nl-Polaris - GSD Gestion-Kallisto - Hitec Products - Lotto-Belisol Ladies - MCipollini-Giordana - Orica-AIS - Pasta Zara-Cogeas - Rabo Women - RusVelo - SC Michela Fanini Rox - Sengers Ladies - Servetto Footon - Specialized-Lululemon - Squadra Scappatella - Tibco-To the Top - Top Girls Fassa Bortolo - Vaiano Fondriest - Vienne Futuroscope - Wiggle Honda Équipes nationales (4)- France - Pays-Bas - Pologne - Slovénie |
| |

## Récit de la course
La météo est froide et pluvieuse. Marta Tagliaferro est la première à sortir. Elle est  prise en poursuite par Patricia Schwager. Dans la côte vers Cunardo, les deux sont reprises. Valentina Scandolara attaque plus tard, mais sans succès. Toujours dans la côte vers Cunardo, une échappée se forme avec : Ashleigh Moolman, Jessie Daams, Karol-Ann Canuel et Shara Gillow. Leur avance atteint cinquante secondes, quand elles passent haut de la côte d'Orina la première fois. Elles sont reprises dans l'ascension suivante.À un tour et demi de l'arrivée, Elisa Longo Borghini part à leur poursuite et les passe. Elle résiste au retour du peloton pour aller d'imposer à seulement quelques kilomètres de sa ville natale. Derrière Emma Johansson règle le groupe de poursuite.

## Classements

### Classement final
| \| Classement général \| Classement général \| Classement général \| Classement général \| Classement général \| \| Coureuse \| Coureuse \| Pays \| Équipe \| Temps \| \| ------------------ \| -------------------- \| ------------------ \| --------------------- \| ------------------ \| \| 1re \| Elisa Longo Borghini \| Italie \| Hitec Products UCK \| 3 h 12 min 16 s \| \| 2e \| Emma Johansson \| Suède \| Orica-AIS \| + 1 min 44 s \| \| 3e \| Ellen van Dijk \| Pays-Bas \| Specialized-Lululemon \| + 1 min 44 s \| \| 4e \| Amanda Spratt \| Australie \| Orica-AIS \| + 1 min 51 s \| \| 5e \| Chantal Blaak \| Pays-Bas \| Tibco-To the Top \| + 2 min 21 s \| \| 6e \| Marianne Vos \| Pays-Bas \| Rabo Women \| + 2 min 21 s \| \| 7e \| Annemiek van Vleuten \| Pays-Bas \| Rabo Women \| + 2 min 21 s \| \| 8e \| Rossella Ratto \| Italie \| Hitec Products UCK \| + 2 min 21 s \| \| 9e \| Anna van der Breggen \| Pays-Bas \| Sengers \| + 2 min 21 s \| \| 10e \| Carmen Small \| États-Unis \| Specialized-Lululemon \| + 2 min 21 s \| |                      |            |                       |                 |
| |                      |            |                       |                 |
| |                      |            |                       |                 |
| Classement général |                      |            |                       |                 |
| Coureuse | Coureuse             | Pays       | Équipe                | Temps           |
| 1re | Elisa Longo Borghini | Italie     | Hitec Products UCK    | 3 h 12 min 16 s |
| 2e | Emma Johansson       | Suède      | Orica-AIS             | + 1 min 44 s    |
| 3e | Ellen van Dijk       | Pays-Bas   | Specialized-Lululemon | + 1 min 44 s    |
| 4e | Amanda Spratt        | Australie  | Orica-AIS             | + 1 min 51 s    |
| 5e | Chantal Blaak        | Pays-Bas   | Tibco-To the Top      | + 2 min 21 s    |
| 6e | Marianne Vos         | Pays-Bas   | Rabo Women            | + 2 min 21 s    |
| 7e | Annemiek van Vleuten | Pays-Bas   | Rabo Women            | + 2 min 21 s    |
| 8e | Rossella Ratto       | Italie     | Hitec Products UCK    | + 2 min 21 s    |
| 9e | Anna van der Breggen | Pays-Bas   | Sengers               | + 2 min 21 s    |
| 10e | Carmen Small         | États-Unis | Specialized-Lululemon | + 2 min 21 s    |

### Points attribués
| Position           | 1er | 2e | 3e | 4e | 5e | 6e | 7e | 8e | 9e | 10e | 11e | 12e | 13e | 14e | 15e | 16e | 17e | 18e |
| Classement général | 100 | 75 | 55 | 45 | 38 | 32 | 26 | 22 | 18 | 15  | 12  | 10  | 8   | 6   | 4   | 3   | 2   | 1   |

## Liste des participantes
| Légende | Légende                                                                                | Légende | Légende                                                    |
| ------- | -------------------------------------------------------------------------------------- | ------- | ---------------------------------------------------------- |
| Num     | Dossard de départ porté par le coureur sur ce Trofeo Alfredo Binda-Comune di Cittiglio | Pos     | Position à l'arrivée de la course                          |
|         | Indique un maillot de champion national ou mondial, suivi de sa spécialité             | NP      | Indique un coureur qui n'a pas pris le départ de la course |
| AB      | Indique un coureur qui n'a pas terminé la course                                       | HD      | Indique un coureur qui a terminé la course hors des délais |

| Rabo Women RBW | Rabo Women RBW                     | Rabo Women RBW |
| -------------- | ---------------------------------- | -------------- |
| Num            | Coureuse                           | Pos            |
| 1              | Marianne Vos (NED) (route)         | 6e             |
| 2              | Pauline Ferrand-Prévot (FRA)       | 37e            |
| 3              | Lucinda Brand (NED)                | AB             |
| 4              | Roxane Knetemann (NED)             | AB             |
| 5              | Megan Guarnier (USA) (route)       | 25e            |
| 6              | Annemiek van Vleuten (NED) (route) | 7e             |

| Specialized-Lululemon SLU | Specialized-Lululemon SLU | Specialized-Lululemon SLU |
| ------------------------- | ------------------------- | ------------------------- |
| Num                       | Coureuse                  | Pos                       |
| 7                         | Katie Colclough (GBR)     | AB                        |
| 9                         | Lisa Brennauer (GER)      | 12e                       |
| 10                        | Trixi Worrack (GER)       | 28e                       |
| 11                        | Ellen van Dijk (NED)      | 3e                        |
| 12                        | Carmen Small (USA)        | 10e                       |

| Orica-AIS GEW | Orica-AIS GEW                | Orica-AIS GEW |
| ------------- | ---------------------------- | ------------- |
| Num           | Coureuse                     | Pos           |
| 13            | Emma Johansson (SWE) (route) | 2e            |
| 14            | Loes Gunnewijk (NED)         | 11e           |
| 15            | Shara Gillow (AUS)           | 38e           |
| 16            | Amanda Spratt (AUS)          | 4e            |
| 17            | Tiffany Cromwell (AUS)       | 16e           |
| 18            | Gracie Elvin (AUS) (route)   | 63e           |

| Hitec Products UCK HPU | Hitec Products UCK HPU       | Hitec Products UCK HPU |
| ---------------------- | ---------------------------- | ---------------------- |
| Num                    | Coureuse                     | Pos                    |
| 19                     | Elisa Longo Borghini (ITA)   | 1re                    |
| 20                     | Rossella Ratto (ITA)         | 8e                     |
| 21                     | Cecilie Gotaas Johnsen (NOR) | AB                     |
| 22                     | Rachel Neylan (AUS)          | AB                     |
| 23                     | Emilia Fahlin (SWE)          | AB                     |

| Pasta Zara-Cogeas PZC | Pasta Zara-Cogeas PZC         | Pasta Zara-Cogeas PZC |
| --------------------- | ----------------------------- | --------------------- |
| Num                   | Coureuse                      | Pos                   |
| 25                    | Giada Borgato (ITA) (route)   | AB                    |
| 26                    | Rossella Callovi (ITA)        | 53e                   |
| 27                    | Inga Čilvinaitė (LTU) (route) | 20e                   |
| 28                    | Silvija Latožaitė (LTU)       | AB                    |
| 29                    | Martina Růžičková (CZE)       | 54e                   |
| 30                    | Agnė Šilinytė (LTU)           | 46e                   |

| Boels Dolmans DLT | Boels Dolmans DLT         | Boels Dolmans DLT |
| ----------------- | ------------------------- | ----------------- |
| Num               | Coureuse                  | Pos               |
| 31                | Lizzie Armitstead (GBR)   | AB                |
| 32                | Martine Bras (NED)        | AB                |
| 33                | Adrie Visser (NED)        | 18e               |
| 34                | Marieke van Wanroij (NED) | AB                |
| 35                | Emma Trott (GBR)          | AB                |
| 36                | Jessie Daams (BEL)        | 22e               |

| RusVelo RVL | RusVelo RVL                   | RusVelo RVL |
| ----------- | ----------------------------- | ----------- |
| Num         | Coureuse                      | Pos         |
| 37          | Elena Kuchinskaya (RUS)       | AB          |
| 38          | Alexandra Burtschenkowa (RUS) | 26e         |
| 39          | Maria Savitskaya (RUS)        | AB          |
| 40          | Elena Bocharnikova (RUS)      | AB          |
| 41          | Aizhan Zhaparova (RUS)        | 66e         |
| 42          | Oxana Kozonchuk (RUS)         | AB          |

| MCipollini-Giordana MCG | MCipollini-Giordana MCG    | MCipollini-Giordana MCG |
| ----------------------- | -------------------------- | ----------------------- |
| Num                     | Coureuse                   | Pos                     |
| 43                      | Tatiana Antoshina (RUS)    | 24e                     |
| 44                      | Valentina Carretta (ITA)   | 60e                     |
| 45                      | Tatiana Guderzo (ITA)      | 27e                     |
| 46                      | Sara Grifi (ITA)           | AB                      |
| 47                      | Valentina Scandolara (ITA) | AB                      |
| 48                      | Marta Tagliaferro (ITA)    | AB                      |

| BePink BPK | BePink BPK             | BePink BPK |
| ---------- | ---------------------- | ---------- |
| Num        | Coureuse               | Pos        |
| 49         | Noemi Cantele (ITA)    | 65e        |
| 50         | Silvia Valsecchi (ITA) | AB         |
| 51         | Simona Frapporti (ITA) | 62e        |
| 52         | Alena Amialiusik (BLR) | 17e        |
| 53         | Georgia Williams (NZL) | 31e        |
| 54         | Dalia Muccioli (ITA)   | AB         |

| Lotto Belisol Ladies LBL | Lotto Belisol Ladies LBL       | Lotto Belisol Ladies LBL |
| ------------------------ | ------------------------------ | ------------------------ |
| Num                      | Coureuse                       | Pos                      |
| 55                       | Marijn de Vries (NED)          | 14e                      |
| 56                       | Michal Ella (ISR)              | AB                       |
| 58                       | Ashleigh Moolman (RSA) (route) | 23e                      |
| 59                       | Carlee Taylor (AUS)            | AB                       |
| 60                       | Céline Van Severen (BEL)       | AB                       |

| Skil-Argos ARW | Skil-Argos ARW          | Skil-Argos ARW |
| -------------- | ----------------------- | -------------- |
| Num            | Coureuse                | Pos            |
| 61             | Charlotte Becker (GER)  | AB             |
| 62             | Lucy van der Haar (GBR) | AB             |
| 63             | Elke Gebhardt (GER)     | AB             |
| 64             | Willeke Knol (NED)      | 55e            |

| Wiggle Honda WHT | Wiggle Honda WHT               | Wiggle Honda WHT |
| ---------------- | ------------------------------ | ---------------- |
| Num              | Coureuse                       | Pos              |
| 67               | Giorgia Bronzini (ITA)         | AB               |
| 68               | Beatrice Bartelloni (ITA)      | AB               |
| 69               | Emily Collins (NZL)            | 43e              |
| 70               | Mayuko Hagiwara (JPN) (route)  | 44e              |
| 71               | Lauren Kitchen (AUS)           | 13e              |
| 72               | Anna-Bianca Schnitzmeier (GER) | 21e              |

| Sengers ___ | Sengers ___                     | Sengers ___ |
| ----------- | ------------------------------- | ----------- |
| Num         | Coureuse                        | Pos         |
| 73          | Anna van der Breggen (NED)      | 9e          |
| 74          | Maaike Polspoel (BEL)           | 35e         |
| 75          | Christine Majerus (LUX) (route) | 56e         |
| 76          | Evelyn Arys (BEL)               | AB          |
| 77          | Sofie De Vuyst (BEL)            | AB          |
| 78          | Julia Soek (NED)                | 64e         |

| Tibco-To the Top TIB | Tibco-To the Top TIB     | Tibco-To the Top TIB |
| -------------------- | ------------------------ | -------------------- |
| Num                  | Coureuse                 | Pos                  |
| 79                   | Chantal Blaak (NED)      | 5e                   |
| 80                   | Jasmin Duehring (CAN)    | AB                   |
| 81                   | Rushlee Buchanan (NZL)   | AB                   |
| 82                   | Claudia Häusler (GER)    | 32e                  |
| 83                   | Shelley Olds (USA)       | AB                   |
| 84                   | Samantha Schneider (USA) | AB                   |

| Faren-Let's Go Finland FLF | Faren-Let's Go Finland FLF     | Faren-Let's Go Finland FLF |
| -------------------------- | ------------------------------ | -------------------------- |
| Num                        | Coureuse                       | Pos                        |
| 85                         | Marta Bastianelli (ITA)        | AB                         |
| 86                         | Elena Cecchini (ITA)           | AB                         |
| 87                         | Fabiana Luperini (ITA)         | 34e                        |
| 88                         | Sara Mustonen (SWE)            | AB                         |
| 89                         | Christel Ferrier-Bruneau (FRA) | 15e                        |
| 90                         | Patricia Schwager (SUI)        | AB                         |

| SC Michela Fanini Rox MIC | SC Michela Fanini Rox MIC | SC Michela Fanini Rox MIC |
| ------------------------- | ------------------------- | ------------------------- |
| Num                       | Coureuse                  | Pos                       |
| 91                        | Edwige Pitel (FRA)        | AB                        |
| 92                        | Liisi Rist (EST)          | 48e                       |
| 93                        | Katsiaryna Barazna (BLR)  | AB                        |
| 94                        | Mireia Epelde (ESP)       | AB                        |
| 95                        | Gloria Boldrini (ITA)     | AB                        |
| 96                        | Azzurra D'Intino (ITA)    | AB                        |

| Vaiano Fondriest VAI | Vaiano Fondriest VAI        | Vaiano Fondriest VAI |
| -------------------- | --------------------------- | -------------------- |
| Num                  | Coureuse                    | Pos                  |
| 97                   | Anna Trevisi (ITA)          | AB                   |
| 98                   | Valentina Bastianelli (ITA) | AB                   |
| 99                   | Alessandra D'Ettorre (ITA)  | AB                   |
| 100                  | Barbara Guarischi (ITA)     | 45e                  |
| 101                  | Kataržina Sosna (LTU)       | 50e                  |
| 102                  | Aleksandra Sošenko (LTU)    | AB                   |

| Futurumshop.nl-Polaris TPO | Futurumshop.nl-Polaris TPO | Futurumshop.nl-Polaris TPO |
| -------------------------- | -------------------------- | -------------------------- |
| Num                        | Coureuse                   | Pos                        |
| 103                        | Sarah Lena Hofmann (GER)   | AB                         |
| 106                        | Mascha Pijnenborg (NED)    | AB                         |
| 107                        | Janine van der Meer (NED)  | AB                         |
| 108                        | Aurore Verhoeven (FRA)     | AB                         |

| GSD Gestion-Kallisto GKS | GSD Gestion-Kallisto GKS          | GSD Gestion-Kallisto GKS |
| ------------------------ | --------------------------------- | ------------------------ |
| Num                      | Coureuse                          | Pos                      |
| 109                      | Katarzyna Pawłowska (POL) (route) | AB                       |
| 110                      | Mayra Del Rocio (MEX)             | AB                       |
| 111                      | Alizée Brien (CAN)                | 33e                      |
| 112                      | Lina-Kristin Schink (GER)         | AB                       |
| 113                      | Charlene Delev (GER)              | AB                       |

| Vienne Futuroscope FUT | Vienne Futuroscope FUT | Vienne Futuroscope FUT |
| ---------------------- | ---------------------- | ---------------------- |
| Num                    | Coureuse               | Pos                    |
| 115                    | Jessica Allen (AUS)    | AB                     |
| 116                    | Oriane Chaumet (FRA)   | AB                     |
| 117                    | Karol-Ann Canuel (CAN) | 29e                    |
| 118                    | Audrey Cordon (FRA)    | AB                     |
| 119                    | Amélie Rivat (FRA)     | 58e                    |
| 120                    | Manon Souyris (FRA)    | AB                     |

| Bizkaia-Durango BPD | Bizkaia-Durango BPD         | Bizkaia-Durango BPD |
| ------------------- | --------------------------- | ------------------- |
| Num                 | Coureuse                    | Pos                 |
| 121                 | Lilibeth Chacón (VEN)       | AB                  |
| 122                 | Dorleta Eskamendi Gil (ESP) | AB                  |
| 123                 | Joanne Hogan (AUS)          | 51e                 |
| 124                 | Mayalen Noriega (ESP)       | AB                  |
| 125                 | Anna Sanchis (ESP) (route)  | 61e                 |
| 126                 | Ane Santesteban (ESP)       | AB                  |

| Squadra Scappatella SQS | Squadra Scappatella SQS   | Squadra Scappatella SQS |
| ----------------------- | ------------------------- | ----------------------- |
| Num                     | Coureuse                  | Pos                     |
| 127                     | Daniela Gaß (GER)         | AB                      |
| 128                     | Larissa Ratkic (AUT)      | AB                      |
| 129                     | Christina Perchtold (AUT) | AB                      |
| 130                     | Julia Hilber (AUT)        | AB                      |

| Top Girls Fassa Bortolo TOG | Top Girls Fassa Bortolo TOG | Top Girls Fassa Bortolo TOG |
| --------------------------- | --------------------------- | --------------------------- |
| Num                         | Coureuse                    | Pos                         |
| 133                         | Elena Berlato (ITA)         | AB                          |
| 134                         | Francesca Cauz (ITA)        | 42e                         |
| 135                         | Jennifer Fiori (ITA)        | AB                          |
| 136                         | Irene Bitto (ITA)           | AB                          |
| 137                         | Francesca Stefani (ITA)     | AB                          |
| 138                         | Elena Valentini (ITA)       | AB                          |

| Servetto Footon SEF | Servetto Footon SEF       | Servetto Footon SEF |
| ------------------- | ------------------------- | ------------------- |
| Num                 | Coureuse                  | Pos                 |
| 139                 | Marina Lari (ITA)         | AB                  |
| 140                 | Maria Cristina Nisi (ITA) | AB                  |
| 141                 | Corinna Defile (ITA)      | AB                  |
| 142                 | Veronica Cornolti (ITA)   | AB                  |
| 143                 | Simona Bortolotti (ITA)   | AB                  |
| 144                 | Roberta Tasca (ITA)       | AB                  |

| Chirio Forno d'Asolo FCL | Chirio Forno d'Asolo FCL       | Chirio Forno d'Asolo FCL |
| ------------------------ | ------------------------------ | ------------------------ |
| Num                      | Coureuse                       | Pos                      |
| 145                      | Uênia Fernandes Da Souza (BRA) | AB                       |
| 146                      | Tetyana Riabchenko (UKR)       | 30e                      |
| 147                      | Eglė Zablockytė (LTU)          | AB                       |
| 148                      | Alena Sitsko (BLR)             | AB                       |
| 149                      | Julia Martisova (RUS)          | AB                       |
| 150                      | Jessica Uebelhart (SUI)        | AB                       |

| Pays-Bas NED | Pays-Bas NED      | Pays-Bas NED |
| ------------ | ----------------- | ------------ |
| Num          | Coureuse          | Pos          |
| 151          | Charlotte Lenting | AB           |
| 152          | Sophie de Boer    | 59e          |
| 153          | Rozanne Slik      | 47e          |
| 154          | Winanda Spoor     | AB           |

| France FRA | France FRA      | France FRA |
| ---------- | --------------- | ---------- |
| Num        | Coureuse        | Pos        |
| 157        | Mélanie Bravard | AB         |
| 158        | Eva Mottet      | AB         |
| 159        | Élodie Hegoburu | 57e        |
| 160        | Ludivine Loze   | AB         |
| 161        | Alexia Muffat   | 52e        |
| 162        | Lucie Pader     | 19e        |

| Pologne POL | Pologne POL                | Pologne POL |
| ----------- | -------------------------- | ----------- |
| Num         | Coureuse                   | Pos         |
| 163         | Katarzyna Niewiadoma       | 36e         |
| 164         | Paulina Brzeźna-Bentkowska | 41e         |
| 165         | Monika Brzeźna             | 40e         |
| 166         | Katarzyna Wilkos           | 39e         |

| Slovénie SLO | Slovénie SLO            | Slovénie SLO |
| ------------ | ----------------------- | ------------ |
| Num          | Coureuse                | Pos          |
| 169          | Polona Batagelj (route) | AB           |
| 170          | Urša Pintar             | 49e          |
| 171          | Alenka Novak            | AB           |
| 172          | Ajda Opeka              | AB           |
| 173          | Špela Kern              | AB           |
| 174          | Urška Kalan             | AB           |

| Rabo Women RBW | Rabo Women RBW                     | Rabo Women RBW |
| -------------- | ---------------------------------- | -------------- |
| Num            | Coureuse                           | Pos            |
| 1              | Marianne Vos (NED) (route)         | 6e             |
| 2              | Pauline Ferrand-Prévot (FRA)       | 37e            |
| 3              | Lucinda Brand (NED)                | AB             |
| 4              | Roxane Knetemann (NED)             | AB             |
| 5              | Megan Guarnier (USA) (route)       | 25e            |
| 6              | Annemiek van Vleuten (NED) (route) | 7e             |

| Specialized-Lululemon SLU | Specialized-Lululemon SLU | Specialized-Lululemon SLU |
| ------------------------- | ------------------------- | ------------------------- |
| Num                       | Coureuse                  | Pos                       |
| 7                         | Katie Colclough (GBR)     | AB                        |
| 9                         | Lisa Brennauer (GER)      | 12e                       |
| 10                        | Trixi Worrack (GER)       | 28e                       |
| 11                        | Ellen van Dijk (NED)      | 3e                        |
| 12                        | Carmen Small (USA)        | 10e                       |

| Orica-AIS GEW | Orica-AIS GEW                | Orica-AIS GEW |
| ------------- | ---------------------------- | ------------- |
| Num           | Coureuse                     | Pos           |
| 13            | Emma Johansson (SWE) (route) | 2e            |
| 14            | Loes Gunnewijk (NED)         | 11e           |
| 15            | Shara Gillow (AUS)           | 38e           |
| 16            | Amanda Spratt (AUS)          | 4e            |
| 17            | Tiffany Cromwell (AUS)       | 16e           |
| 18            | Gracie Elvin (AUS) (route)   | 63e           |

| Hitec Products UCK HPU | Hitec Products UCK HPU       | Hitec Products UCK HPU |
| ---------------------- | ---------------------------- | ---------------------- |
| Num                    | Coureuse                     | Pos                    |
| 19                     | Elisa Longo Borghini (ITA)   | 1re                    |
| 20                     | Rossella Ratto (ITA)         | 8e                     |
| 21                     | Cecilie Gotaas Johnsen (NOR) | AB                     |
| 22                     | Rachel Neylan (AUS)          | AB                     |
| 23                     | Emilia Fahlin (SWE)          | AB                     |

| Pasta Zara-Cogeas PZC | Pasta Zara-Cogeas PZC         | Pasta Zara-Cogeas PZC |
| --------------------- | ----------------------------- | --------------------- |
| Num                   | Coureuse                      | Pos                   |
| 25                    | Giada Borgato (ITA) (route)   | AB                    |
| 26                    | Rossella Callovi (ITA)        | 53e                   |
| 27                    | Inga Čilvinaitė (LTU) (route) | 20e                   |
| 28                    | Silvija Latožaitė (LTU)       | AB                    |
| 29                    | Martina Růžičková (CZE)       | 54e                   |
| 30                    | Agnė Šilinytė (LTU)           | 46e                   |

| Boels Dolmans DLT | Boels Dolmans DLT         | Boels Dolmans DLT |
| ----------------- | ------------------------- | ----------------- |
| Num               | Coureuse                  | Pos               |
| 31                | Lizzie Armitstead (GBR)   | AB                |
| 32                | Martine Bras (NED)        | AB                |
| 33                | Adrie Visser (NED)        | 18e               |
| 34                | Marieke van Wanroij (NED) | AB                |
| 35                | Emma Trott (GBR)          | AB                |
| 36                | Jessie Daams (BEL)        | 22e               |

| RusVelo RVL | RusVelo RVL                   | RusVelo RVL |
| ----------- | ----------------------------- | ----------- |
| Num         | Coureuse                      | Pos         |
| 37          | Elena Kuchinskaya (RUS)       | AB          |
| 38          | Alexandra Burtschenkowa (RUS) | 26e         |
| 39          | Maria Savitskaya (RUS)        | AB          |
| 40          | Elena Bocharnikova (RUS)      | AB          |
| 41          | Aizhan Zhaparova (RUS)        | 66e         |
| 42          | Oxana Kozonchuk (RUS)         | AB          |

| MCipollini-Giordana MCG | MCipollini-Giordana MCG    | MCipollini-Giordana MCG |
| ----------------------- | -------------------------- | ----------------------- |
| Num                     | Coureuse                   | Pos                     |
| 43                      | Tatiana Antoshina (RUS)    | 24e                     |
| 44                      | Valentina Carretta (ITA)   | 60e                     |
| 45                      | Tatiana Guderzo (ITA)      | 27e                     |
| 46                      | Sara Grifi (ITA)           | AB                      |
| 47                      | Valentina Scandolara (ITA) | AB                      |
| 48                      | Marta Tagliaferro (ITA)    | AB                      |

| BePink BPK | BePink BPK             | BePink BPK |
| ---------- | ---------------------- | ---------- |
| Num        | Coureuse               | Pos        |
| 49         | Noemi Cantele (ITA)    | 65e        |
| 50         | Silvia Valsecchi (ITA) | AB         |
| 51         | Simona Frapporti (ITA) | 62e        |
| 52         | Alena Amialiusik (BLR) | 17e        |
| 53         | Georgia Williams (NZL) | 31e        |
| 54         | Dalia Muccioli (ITA)   | AB         |

| Lotto Belisol Ladies LBL | Lotto Belisol Ladies LBL       | Lotto Belisol Ladies LBL |
| ------------------------ | ------------------------------ | ------------------------ |
| Num                      | Coureuse                       | Pos                      |
| 55                       | Marijn de Vries (NED)          | 14e                      |
| 56                       | Michal Ella (ISR)              | AB                       |
| 58                       | Ashleigh Moolman (RSA) (route) | 23e                      |
| 59                       | Carlee Taylor (AUS)            | AB                       |
| 60                       | Céline Van Severen (BEL)       | AB                       |

| Skil-Argos ARW | Skil-Argos ARW          | Skil-Argos ARW |
| -------------- | ----------------------- | -------------- |
| Num            | Coureuse                | Pos            |
| 61             | Charlotte Becker (GER)  | AB             |
| 62             | Lucy van der Haar (GBR) | AB             |
| 63             | Elke Gebhardt (GER)     | AB             |
| 64             | Willeke Knol (NED)      | 55e            |

| Wiggle Honda WHT | Wiggle Honda WHT               | Wiggle Honda WHT |
| ---------------- | ------------------------------ | ---------------- |
| Num              | Coureuse                       | Pos              |
| 67               | Giorgia Bronzini (ITA)         | AB               |
| 68               | Beatrice Bartelloni (ITA)      | AB               |
| 69               | Emily Collins (NZL)            | 43e              |
| 70               | Mayuko Hagiwara (JPN) (route)  | 44e              |
| 71               | Lauren Kitchen (AUS)           | 13e              |
| 72               | Anna-Bianca Schnitzmeier (GER) | 21e              |

| Sengers ___ | Sengers ___                     | Sengers ___ |
| ----------- | ------------------------------- | ----------- |
| Num         | Coureuse                        | Pos         |
| 73          | Anna van der Breggen (NED)      | 9e          |
| 74          | Maaike Polspoel (BEL)           | 35e         |
| 75          | Christine Majerus (LUX) (route) | 56e         |
| 76          | Evelyn Arys (BEL)               | AB          |
| 77          | Sofie De Vuyst (BEL)            | AB          |
| 78          | Julia Soek (NED)                | 64e         |

| Tibco-To the Top TIB | Tibco-To the Top TIB     | Tibco-To the Top TIB |
| -------------------- | ------------------------ | -------------------- |
| Num                  | Coureuse                 | Pos                  |
| 79                   | Chantal Blaak (NED)      | 5e                   |
| 80                   | Jasmin Duehring (CAN)    | AB                   |
| 81                   | Rushlee Buchanan (NZL)   | AB                   |
| 82                   | Claudia Häusler (GER)    | 32e                  |
| 83                   | Shelley Olds (USA)       | AB                   |
| 84                   | Samantha Schneider (USA) | AB                   |

| Faren-Let's Go Finland FLF | Faren-Let's Go Finland FLF     | Faren-Let's Go Finland FLF |
| -------------------------- | ------------------------------ | -------------------------- |
| Num                        | Coureuse                       | Pos                        |
| 85                         | Marta Bastianelli (ITA)        | AB                         |
| 86                         | Elena Cecchini (ITA)           | AB                         |
| 87                         | Fabiana Luperini (ITA)         | 34e                        |
| 88                         | Sara Mustonen (SWE)            | AB                         |
| 89                         | Christel Ferrier-Bruneau (FRA) | 15e                        |
| 90                         | Patricia Schwager (SUI)        | AB                         |

| SC Michela Fanini Rox MIC | SC Michela Fanini Rox MIC | SC Michela Fanini Rox MIC |
| ------------------------- | ------------------------- | ------------------------- |
| Num                       | Coureuse                  | Pos                       |
| 91                        | Edwige Pitel (FRA)        | AB                        |
| 92                        | Liisi Rist (EST)          | 48e                       |
| 93                        | Katsiaryna Barazna (BLR)  | AB                        |
| 94                        | Mireia Epelde (ESP)       | AB                        |
| 95                        | Gloria Boldrini (ITA)     | AB                        |
| 96                        | Azzurra D'Intino (ITA)    | AB                        |

| Vaiano Fondriest VAI | Vaiano Fondriest VAI        | Vaiano Fondriest VAI |
| -------------------- | --------------------------- | -------------------- |
| Num                  | Coureuse                    | Pos                  |
| 97                   | Anna Trevisi (ITA)          | AB                   |
| 98                   | Valentina Bastianelli (ITA) | AB                   |
| 99                   | Alessandra D'Ettorre (ITA)  | AB                   |
| 100                  | Barbara Guarischi (ITA)     | 45e                  |
| 101                  | Kataržina Sosna (LTU)       | 50e                  |
| 102                  | Aleksandra Sošenko (LTU)    | AB                   |

| Futurumshop.nl-Polaris TPO | Futurumshop.nl-Polaris TPO | Futurumshop.nl-Polaris TPO |
| -------------------------- | -------------------------- | -------------------------- |
| Num                        | Coureuse                   | Pos                        |
| 103                        | Sarah Lena Hofmann (GER)   | AB                         |
| 106                        | Mascha Pijnenborg (NED)    | AB                         |
| 107                        | Janine van der Meer (NED)  | AB                         |
| 108                        | Aurore Verhoeven (FRA)     | AB                         |

| GSD Gestion-Kallisto GKS | GSD Gestion-Kallisto GKS          | GSD Gestion-Kallisto GKS |
| ------------------------ | --------------------------------- | ------------------------ |
| Num                      | Coureuse                          | Pos                      |
| 109                      | Katarzyna Pawłowska (POL) (route) | AB                       |
| 110                      | Mayra Del Rocio (MEX)             | AB                       |
| 111                      | Alizée Brien (CAN)                | 33e                      |
| 112                      | Lina-Kristin Schink (GER)         | AB                       |
| 113                      | Charlene Delev (GER)              | AB                       |

| Vienne Futuroscope FUT | Vienne Futuroscope FUT | Vienne Futuroscope FUT |
| ---------------------- | ---------------------- | ---------------------- |
| Num                    | Coureuse               | Pos                    |
| 115                    | Jessica Allen (AUS)    | AB                     |
| 116                    | Oriane Chaumet (FRA)   | AB                     |
| 117                    | Karol-Ann Canuel (CAN) | 29e                    |
| 118                    | Audrey Cordon (FRA)    | AB                     |
| 119                    | Amélie Rivat (FRA)     | 58e                    |
| 120                    | Manon Souyris (FRA)    | AB                     |

| Bizkaia-Durango BPD | Bizkaia-Durango BPD         | Bizkaia-Durango BPD |
| ------------------- | --------------------------- | ------------------- |
| Num                 | Coureuse                    | Pos                 |
| 121                 | Lilibeth Chacón (VEN)       | AB                  |
| 122                 | Dorleta Eskamendi Gil (ESP) | AB                  |
| 123                 | Joanne Hogan (AUS)          | 51e                 |
| 124                 | Mayalen Noriega (ESP)       | AB                  |
| 125                 | Anna Sanchis (ESP) (route)  | 61e                 |
| 126                 | Ane Santesteban (ESP)       | AB                  |

| Squadra Scappatella SQS | Squadra Scappatella SQS   | Squadra Scappatella SQS |
| ----------------------- | ------------------------- | ----------------------- |
| Num                     | Coureuse                  | Pos                     |
| 127                     | Daniela Gaß (GER)         | AB                      |
| 128                     | Larissa Ratkic (AUT)      | AB                      |
| 129                     | Christina Perchtold (AUT) | AB                      |
| 130                     | Julia Hilber (AUT)        | AB                      |

| Top Girls Fassa Bortolo TOG | Top Girls Fassa Bortolo TOG | Top Girls Fassa Bortolo TOG |
| --------------------------- | --------------------------- | --------------------------- |
| Num                         | Coureuse                    | Pos                         |
| 133                         | Elena Berlato (ITA)         | AB                          |
| 134                         | Francesca Cauz (ITA)        | 42e                         |
| 135                         | Jennifer Fiori (ITA)        | AB                          |
| 136                         | Irene Bitto (ITA)           | AB                          |
| 137                         | Francesca Stefani (ITA)     | AB                          |
| 138                         | Elena Valentini (ITA)       | AB                          |

| Servetto Footon SEF | Servetto Footon SEF       | Servetto Footon SEF |
| ------------------- | ------------------------- | ------------------- |
| Num                 | Coureuse                  | Pos                 |
| 139                 | Marina Lari (ITA)         | AB                  |
| 140                 | Maria Cristina Nisi (ITA) | AB                  |
| 141                 | Corinna Defile (ITA)      | AB                  |
| 142                 | Veronica Cornolti (ITA)   | AB                  |
| 143                 | Simona Bortolotti (ITA)   | AB                  |
| 144                 | Roberta Tasca (ITA)       | AB                  |

| Chirio Forno d'Asolo FCL | Chirio Forno d'Asolo FCL       | Chirio Forno d'Asolo FCL |
| ------------------------ | ------------------------------ | ------------------------ |
| Num                      | Coureuse                       | Pos                      |
| 145                      | Uênia Fernandes Da Souza (BRA) | AB                       |
| 146                      | Tetyana Riabchenko (UKR)       | 30e                      |
| 147                      | Eglė Zablockytė (LTU)          | AB                       |
| 148                      | Alena Sitsko (BLR)             | AB                       |
| 149                      | Julia Martisova (RUS)          | AB                       |
| 150                      | Jessica Uebelhart (SUI)        | AB                       |

| Pays-Bas NED | Pays-Bas NED      | Pays-Bas NED |
| ------------ | ----------------- | ------------ |
| Num          | Coureuse          | Pos          |
| 151          | Charlotte Lenting | AB           |
| 152          | Sophie de Boer    | 59e          |
| 153          | Rozanne Slik      | 47e          |
| 154          | Winanda Spoor     | AB           |

| France FRA | France FRA      | France FRA |
| ---------- | --------------- | ---------- |
| Num        | Coureuse        | Pos        |
| 157        | Mélanie Bravard | AB         |
| 158        | Eva Mottet      | AB         |
| 159        | Élodie Hegoburu | 57e        |
| 160        | Ludivine Loze   | AB         |
| 161        | Alexia Muffat   | 52e        |
| 162        | Lucie Pader     | 19e        |

| Pologne POL | Pologne POL                | Pologne POL |
| ----------- | -------------------------- | ----------- |
| Num         | Coureuse                   | Pos         |
| 163         | Katarzyna Niewiadoma       | 36e         |
| 164         | Paulina Brzeźna-Bentkowska | 41e         |
| 165         | Monika Brzeźna             | 40e         |
| 166         | Katarzyna Wilkos           | 39e         |

| Slovénie SLO | Slovénie SLO            | Slovénie SLO |
| ------------ | ----------------------- | ------------ |
| Num          | Coureuse                | Pos          |
| 169          | Polona Batagelj (route) | AB           |
| 170          | Urša Pintar             | 49e          |
| 171          | Alenka Novak            | AB           |
| 172          | Ajda Opeka              | AB           |
| 173          | Špela Kern              | AB           |
| 174          | Urška Kalan             | AB           |

Source.